# 63P/Wild
63P/Wild è una cometa periodica appartenente alla famiglia delle comete gioviane.

## Storia osservativa
È stata scoperta il 5 aprile 1960 e riscoperta il 4 febbraio 1973 dopo dubbie osservazioni del gennaio 1973; non fu osservata nel 1986. Riosservata il 24 ottobre 1999 dopo la dubbia osservazione del 14 febbraio 1999, infine è stata riscoperta il 17 settembre 2012.

Il suo prossimo passaggio al perielio avverrà il 6 luglio 2026.